# Murdannia paraguayensis
Murdannia paraguayensis är en himmelsblomsväxtart som först beskrevs av Charles Baron Clarke och Robert Hippolyte Chodat, och fick sitt nu gällande namn av Gerhard Brückner. Murdannia paraguayensis ingår i släktet Murdannia och familjen himmelsblomsväxter. Inga underarter finns listade.